# SMS gateway
En SMS gateway är en anläggning eller tjänst som förmedlar SMS mellan mobilnätet och andra nät. Till exempel från internet till mobilnät, så att användaren kan skicka ett SMS via ett webbformulär till ett mobilnummer.
En SMS gateway kan ofta konvertera mellan SMS och andra media, till exempel från e-post till SMS eller SMS till e-post.